# Pascal Vion
Pour les articles homonymes, voir Vion.
Pascal Vion, né le 7 mai 1966 à Paris 20e, est un directeur des services pénitentiaires français. 
Plusieurs fois chef d'établissements pénitentiaires, détaché à deux reprises dans le corps préfectoral, il est directeur interrégional des services pénitentiaires de Dijon entre 2017 et 2022 et directeur interrégional des services pénitentiaires de Rennes depuis le 1er octobre 2024. 
Historien de formation, il est l'auteur d'un ouvrage de référence sur le camp d'internement de Jargeau (Loiret).

## Biographie

### Origines et formation
Né à Paris le 7 mai 1966, Pascal Vion grandit à Orléans et étudie au collège Montesquieu puis au lycée Voltaire dont il sort en 1984. Passionné par la Seconde Guerre mondiale, il obtient une maîtrise d'histoire contemporaine à l'université d'Orléans en 1988 et est alors le premier universitaire à travailler sur les archives du camp d'internement de Jargeau (Loiret), dont il dresse l'historique et le fonctionnement.
Par la suite, il entre à l'Institut d'études politiques de Paris et obtient en 1990 un diplôme d'études approfondies portant sur l’histoire de l’Europe au XXe siècle. Il passe un DESS en administration et gestion des collectivités territoriales à l'université d'Orléans en 1992, puis intègre l'institut de préparation à l'administration générale de l'université Paris III en 1993. La même année, il publie Le camp de Jargeau : Juin 1940-décembre 1945 : histoire d'un camp d'internement dans le Loiret, un ouvrage de référence sur le camp de Jargeau.
Après avoir réussi le concours de directeur des services pénitentiaires, il intègre l'École nationale d'administration pénitentiaire en 1994. 
En 2007, il est auditeur diplômé de la 18e session de l'Institut national des hautes études de sécurité.

### Carrière professionnelle
Pendant la durée de ses études supérieures, il est maître d'internat au lycée Pothier d'Orléans entre 1989 et 1994.

#### Début de carrière et chef d'établissements
En 1995, il devient sous-directeur de la maison d'arrêt de La Santé (14e arrondissement de Paris), puis est nommé adjoint au chef du bureau du travail, de l’emploi et de la formation à la direction de l’Administration pénitentiaire en 1999. Après avoir été chef de cabinet du directeur de l'Administration pénitentiaire entre 2001 et 2004 — durant l'évasion d'Antonio Ferrara —, il est nommé chef d'établissement de la maison d'arrêt des hommes de Rennes et permet dès 2006 aux détenus de recevoir chaque matin dans leurs cellules le quotidien régional Ouest-France gratuitement.
Devenu chef d'établissement de la maison d'arrêt des Hauts-de-Seine en 2007, il s'efforce de mettre en œuvre les règles pénitentiaires européennes malgré une surpopulation de 150 %. En 2009, il déclare à propos du film Un prophète qu'il est « extraordinairement documenté » et retranscrit fidèlement une bonne partie de la réalité carcérale et des personnels pénitentiaires, concédant qu'il ne met toutefois pas assez en valeur « tout le rôle d'accompagnement des personnels ainsi que l'intervention des travailleurs sociaux ». En 2010, il propose aux détenus de financer la construction d'une école à Madagascar en soutenant financièrement l'association Écoles du monde en choisissant de donner quelques euros lors de leurs achats de cantine. En 2011, poursuivi pour diffamation par un ancien surveillant de Nanterre qui l'accuse d'avoir prononcé des propos « dénigrants » à son égard lorsqu'il dirigeait l'établissement en 2009, il est condamné à 1 000 euros d'amende avec sursis. Il sera relaxé en appel par un arrêt du 19 janvier 2012 de la 8° chambre de la cour d’appel de Versailles[réf. nécessaire].
Nommé en 2010 à la tête du nouveau centre pénitentiaire du sud-francilien, à Réau, qu'il considère comme une prison vouée à « désencombrer les maisons d'arrêt franciliennes », il noue un partenariat avec le Grand Palais afin de créer un espace muséal permettant aux personnes détenues d'organiser plusieurs expositions à partir de 2013.

#### Premier détachement comme sous-préfet
En 2012, alors que Nadine Picquet lui succède à Réau, il est détaché comme sous-préfet en tant que directeur du cabinet du préfet des Pyrénées-Atlantiques, avant d'être nommé sous-préfet d'Argentan en 2014,.

#### Directeur interrégional des services pénitentiaires de Dijon
Après cette expérience territoriale au sein du ministère de l'Intérieur, il réintègre le corps des directeurs des services pénitentiaires et est nommé directeur interrégional des services pénitentiaires de Dijon le 31 janvier 2017,, succédant à Pierre Duflot. En cette qualité, il intègre le conseil d'administration de l'École nationale d'administration pénitentiaire. 
En juin 2019, il déclare vouloir « casser les clichés sur la réalité carcérale » et lance plusieurs projets visant à mieux inclure les établissements pénitentiaires dans leur environnement tout en renforçant leur sécurisation. En mai 2020, il organise avec l'équipe régionale d'intervention et de sécurité (ÉRIS) une vaste opération de lutte contre les projections de « colis » destinés aux détenus par-dessus les murs de la maison d'arrêt de Besançon et appelée à être reconduite et étendue à d'autres établissements de l'interrégion.

#### Retour dans le corps préfectoral
Le 22 juillet 2022, il est nommé sous-préfet de Dieppe, succédant à Alain Gueydan.

#### Directeur interrégional des services pénitentiaires de Rennes
Après deux ans de détachement, il est réintégré dans son corps d'origine et nommé directeur interrégional des services pénitentiaires de Rennes. Il est installé dans ses fonctions par Sébastien Cauwel, directeur de l'administration pénitentiaire, le 1er octobre 2024.

### Vie privée
Pascal Vion joue de la guitare basse et a régulièrement participé au semi-marathon de Paris.

## Décorations
- Chevalier de la Légion d'honneur (décret du 13 juillet 2019)[33],[34]
- Chevalier de l'ordre national du Mérite (décret du 14 mai 2010)[35]
- Chevalier de l'ordre des Palmes académiques (décret du 27 janvier 2005)[5]
- Médaille de la sécurité intérieure, argent (arrêté du 9 juillet 2014)[36]
- Médaille d'honneur de l'administration pénitentiaire, argent
- Médaille de la jeunesse, des sports et de l'engagement associatif, bronze

## Publication
- Pascal Vion (préf. Serge Klarsfeld), Le camp de Jargeau : Juin 1940-décembre 1945 : histoire d'un camp d'internement dans le Loiret, Orléans, Centre d'étude et de recherche sur les camps d'internement du Loiret, 1993, 133 p. (ISBN 978-2-9507561-0-7, EAN 9782950756107, BNF 39148630, SUDOC 060155183)[6]